# Liste des navires de la Royal Navy : D-F
Cet article contient la liste de tous les noms de bateaux de la Royal Navy dont le nom commence par les lettres D, E ou F.

## Liste

### D
- D1
- D2
- D3
- D4
- D5
- D6
- D7
- D8
- D9
- D10
- Dacres
- Daedalus
- Daedalus II
- Daffodil
- Dagger
- Dahlia
- Dainty
- Daisy
- Dakins
- Dalhousie
- Dalrymple
- Dalswinton
- Dame de Grace
- Damerham
- Dampier
- Danae
- Dangereuse
- Daniel
- Dannemark
- Danube
- Daphne
- Dapper
- Daring
- Darlaston
- Darsham
- Dart
- Dartington
- Dartmoor
- Dartmouth
- Darwin
- Dasher
- Date Tree
- Dauntless
- Dauphin Royal
- Dauphin
- Davenham
- David
- Dawlish
- Dawson
- De Ruyter
- Deale Castle
- Deale
- Deane
- Decade
- Deccan
- Decibel
- Decouverte
- Decoy
- Dedaigneuse
- Dee
- Deepwater
- Defence
- Defender
- Defiance
- Dego
- Delaware
- Delft
- Delhi
- Delight
- Deloraine
- Delphinen
- Delphinium
- Demerara
- Demir Hisar
- Demon
- Denbigh Castle
- Dennis
- Dependence
- Deptford
- Deptford Prize
- Deptford Transport
- Derby
- Derby Haven
- Derg
- Derrington
- Dervish
- Derwent
- Deschaineux
- Desford
- Desire
- Desiree
- Despatch
- Desperante
- Desperate
- Destiny
- Destruction
- Determinee
- Detroit
- Deux Amis
- Deux Freres
- Devastation
- Deveron
- Devizes Castle
- Devonshire
- Dexterous
- Dextrous
- Dhyffe Castle
- Diadem
- Diamantina
- Diamond
- Diamond Snake
- Diana
- Dianella
- Dianthus
- Dictator
- Dido
- Didon
- Dieppe
- Digby
- Diligence
- Diligent
- Diligente
- Dilston
- Dingley
- Diomede
- Dipper
- Director
- Dirk
- Discovery
- Disdain
- Dispatch
- Dittany
- Dittisham
- Diver
- Dodman Point
- Dogstar
- Dolphin
- Dolphins Prize
- Dolwen
- Domett
- Dominica
- Dominion
- Don
- Doncaster
- Donegal
- Donovan
- Doomba
- Doon
- Dordrecht
- Doris
- Dorking
- Dornoch
- Dorothea
- Dorset
- Dorsetshire
- Doterel
- Douglas
- Dove
- Dover
- Dover Castle
- Dover Prize
- Dovey
- Downham
- Downley
- Dragon
- Dragon Prize
- Dragonfly
- Drake
- Dreadful
- Dreadnought
- Dreadnought Prize
- Driver
- Drochterland
- Drogheda
- Dromedary
- Dromio
- Droxford
- Drudge
- Druid
- Drumheller
- Drummondville
- Drury
- Dryad
- Dubbo
- Dubford
- Dublin
- Duc d'Aquitaine
- Duc de Chartres
- Duc de la Vauginon
- Duc d'Estissac
- Duchess
- Duchess of Cumberland
- Duchess of Montrose
- Duchess of Norfolk
- Duckworth
- Duddon
- Dudley Castle
- Due Repulse
- Duff
- Dufferin
- Dufton
- Duguay Trouin
- Duke
- Duke of Albany
- Duke of Edinburgh
- Duke of Kent
- Duke of Wellington
- Duke of York
- Duke William
- Dullisk Cove
- Dulverton
- Dumbarton
- Dumbarton Castle
- Dumbleton
- Dunbar
- Duncan
- Duncansby Head
- Dundalk
- Dundas
- Dundee
- Dundrum Bay
- Dunedin
- Dungeness
- Dunira
- Dunkerton
- Dunkirk
- Dunkirk Prize
- Dunmore
- Dunoon
- Dunster Castle
- Dunvegan
- Dunver
- Dunwich
- Duquesne
- Durban
- Durham
- Dursley Galley
- Durweston
- Dutiful
- Dwarf

### E
- E1
- E2
- E3
- E4
- E5
- E6
- E7
- E8
- E9
- E10
- E11
- E12
- E13
- E14
- E15
- E16
- E17
- E18
- E19
- E20
- E21
- E22
- E23
- E24
- E25
- E26
- E27
- E28
- E29
- E30
- E31
- E32
- E33
- E34
- E35
- E36
- E37
- E38
- E39
- E40
- E41
- E42
- E43
- E44
- E45
- E46
- E47
- E48
- E49
- E50
- E51
- E52
- E53
- E54
- E55
- E56
- E57
- E58
- Eagle
- Eagle Shallop
- Eaglet
- Earl
- Earl of Chatham
- Earl of Denbigh
- Earl of Egmont
- Earl of Northampton
- Earl of Peterborough
- Earl Roberts
- Earnest
- Eastbourne
- Easton
- Eastview
- Eastway
- Echo
- Echuca
- Eclair
- Eclipse
- Edderton
- Eden
- Edgar
- Edgeley
- Edinburgh
- Edlingham
- Edmonton
- Edmundston
- Edward
- Effingham
- Egeria
- Eggesford
- Eglantine
- Eglinton
- Egmont
- Egremont
- Egremont Castle
- Egret
- Ehkoli
- Eideren
- Ekins
- El Corso
- El Vivo
- Eleanor
- Electra
- Elephant
- Elf
- Elfin
- Elfreda
- Elgin
- Elias
- Eling
- Elizabeth
- Elizabeth & Sarah
- Elizabeth Bonaventure
- Elizabeth Jonas
- Elk
- Ellinor
- Ellinore
- Elphinstone
- Elsenham
- Eltham
- Elven
- Embleton
- Emerald
- Emersham
- Emilia
- Emilien
- Emily
- Emperor
- Emperor of India
- Empire
- Empire Anvil
- Empire Arquebus
- Empire Audacity
- Empire Battleaxe
- Empire Broadsword
- Empire Cedric
- Empire Comfort
- Empire Crossbow
- Empire Cutlass
- Empire Cymric
- Empire Dace
- Empire Gauntlet
- Empire Halberd
- Empire Javelin
- Empire Lance
- Empire Mace
- Empire Peacemaker
- Empire Rapier
- Empire Rest
- Empire Shelter
- Empire Spearhead
- Empress
- Empress Mary
- Empress of India
- Ems
- Emsworth
- Emulous
- Enard Bay
- Enchantress
- Encounter
- Endeavour
- Endeavour Bark
- Endeavour Transport
- Endurance
- Endymion
- Engadine
- Engageante
- England
- Enterprise
- Entreprenante
- Epervier
- Ephira
- Ephraim
- Epinal
- Epreuve
- Epsom
- Erebus
- Erica
- Eridanus
- Eridge
- Erin
- Erne
- Errant
- Eruption
- Escapade
- Escort
- Esk
- Eskdale
- Eskimo
- Esperance
- Esperanza
- Espiegle
- Espion
- Espoir
- Esquimalt
- Essex
- Essex Prize
- Essington
- Esther
- Estridge
- Etchingham
- Ethalion
- Etna
- Etrusco
- Ettrick
- Eugenie
- Euphrates
- Euphrosyne
- Europa
- Eurotas
- Eurus
- Euryalus
- Eurydice
- Eustatia
- Evadne
- Evenlode
- Everingham
- Example
- Excalibur
- Excellent
- Exchange
- Exe
- Exerton
- Exeter
- Exmoor
- Exmouth
- Expedition
- Experiment
- Exploit
- Explorer
- Explosion
- Express
- Extravagant
- Eyderen
- Eyebright

### F
- F1
- F2
- F3
- Fagons
- Fair Rhodian
- Fair Rosamond
- Fairfax
- Fairfield
- Fairlight
- Fairy Queen
- Fairy
- Faith
- Faithful
- Fal
- Falcon Flyboat
- Falcon in the Fetterlock
- Falcon of the Tower
- Falcon
- Falkland Prize
- Falkland
- Falmouth
- Fama
- Fame
- Fancy
- Fandango
- Fanfan
- Fanny
- Fantome
- Fareham
- Farncomb
- Farndale
- Farnham Castle
- Farragut
- Fastnet
- Faulknor
- Faversham
- Favorite
- Favourite
- Fawkner
- Fawn
- Fearless
- Felicidade
- Felicite
- Felicity
- Felix
- Felixstowe
- Fellowship
- Felmersham
- Fencer
- Fenella
- Fennel
- Fenton
- Fergus
- Fermoy
- Fernie
- Feroze
- Ferret
- Ferreter
- Fervent
- Feversham
- Fidelity
- Fidget
- Fierce
- Fife Ness
- Fife
- Fifi
- Fighter
- Fiji
- Filey
- Finch
- Findhorn
- Finisterre
- Finwhale
- Fiona
- Fireball
- Firebrand
- Firedrake
- Firefly
- Firequeen
- Firm
- Firme
- Fisgard
- Fishguard
- Fiskerton
- Fittleton
- Fitzroy
- Flambeau
- Flamborough Head
- Flamborough Prize
- Flamborough
- Flame
- Flamer
- Flamingo
- Flash
- Flax
- Fleche
- Fleetwood
- Fleur de la Mer
- Fleur de Lys
- Flewende Fische
- Flight
- Flinders
- Flint Castle
- Flint
- Flintham
- Flirt
- Flockton
- Flora
- Florentina
- Florida
- Floriston
- Florizel
- Flower de Luce
- Fly
- Flying Fish
- Flying Fox
- Flying Greyhound
- Foam
- Foley
- Folkeston
- Folkestone
- Force
- Ford
- Fordham
- Foresight
- Forest Hill
- Forester
- Forfar
- Formidable
- Forres
- Fort Erie
- Fort Diamond
- Fort Francis
- Fort William
- Fort York
- Forte
- Forth
- Fortitude
- Fortituud
- Fortune Prize
- Fortune
- Fortunée
- Forward
- Foster
- Fotheringay Castle
- Foudre
- Foudroyant
- Fougueux
- Fountain
- Fowey
- Fowy
- Fox
- Foxglove
- Foxhound
- Foyle
- Franchise
- Francis
- Franklin
- Fraser
- Fraserburgh
- Frederick William
- Frederickstein
- Frederickswaern
- Fredericton
- Freesia
- Fremantle
- French Ruby
- French Victory
- Frere
- Frettenham
- Freya
- Friendship
- Friezland
- Fritham
- Fritillary
- Frobisher
- Frog
- Frolic
- Frome
- Frontenac
- Fubbs
- Fuerte
- Fulmar
- Fulminate
- Fundy
- Furieuse
- Furious
- Furnace
- Fury
- Fuze
- Fyen
- Fylla